# Obrona Odessy

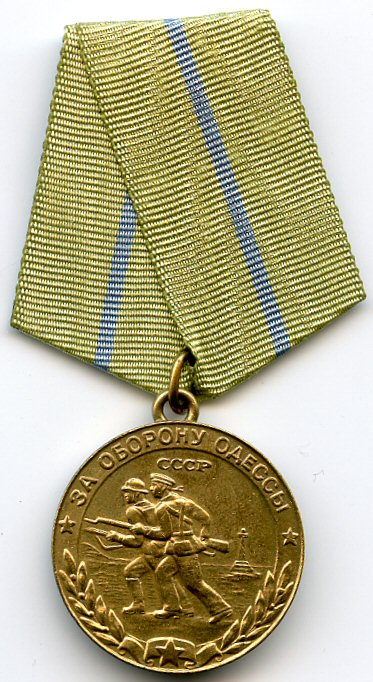
Medal „Za obronę Odessy”

Obrona Odessy – bitwa stoczona w dniach 8 sierpnia – 16 października 1941 roku podczas niemieckiej inwazji na ZSRR. Zakończyła się wycofaniem sił radzieckich i zdobyciem miasta przez siły rumuńsko-niemieckie.
Na początku sierpnia dowodzona przez gen. Ciupercę rumuńska 4 Armia (początkowo 6 dywizji) przekroczyła Dniestr i dotarła na przedpola Odessy, zamierzając zdobyć ją z marszu. Została jednak powstrzymana na dalekich podejściach do miasta przez głęboko uszykowaną radziecką obronę. Odpowiedzialna za nią była Samodzielna Armia Nadmorska (początkowo 3 dywizje), wspierana przez artylerię nadbrzeżną i Flotę Czarnomorską. Ciupercă przystąpił zatem do oblężenia. W trakcie oblężenia 4 Armia została wzmocniona dodatkowo kilkoma dywizjami z rumuńskiej 3 Armii i niemieckiej 11 Armii. Obrońcy odparli cztery szturmy, ale w końcu, po 73 dniach oblężenia, zostali zmuszeni do opuszczenia miasta (większość ocalałych jednostek została ewakuowana drogą morską na Krym).
Straty Rumunów wyniosły łącznie 93 500 żołnierzy (w tym 18 000 zabitych), natomiast straty radzieckie szacowane są na 69 600 (w tym 16 500 zabitych).
Odessa została wyzwolona przez Armię Czerwoną w kwietniu 1944 roku.

## Przebieg bitwy
Rejonu Odessy broniły cztery radzieckie dywizje (25, 95 i 421 Dywizja Strzelecka oraz 2 Dywizja Kawalerii) – łącznie około 86 tysięcy żołnierzy oraz około 100 czołgów. Dywizje te tworzyły Samodzielną Armię Nadmorską. Oprócz tego Sowieci mogli zmobilizować jeszcze ok. 35 tysięcy robotników z zakładów przemysłowych. 6 sierpnia V Korpus podległy 4 Armii rumuńskiej w składzie 1 Brygada Kawalerii i 15 Dywizja Piechoty przekroczył Dniestr i chciał zamknąć okrążenie Odessy od zachodu. W rejonie miejscowości Bujalik doszło do ciężkich walk (11–14 sierpnia). Rumuni stracili tam 37 czołgów. Do 14 sierpnia w rejonie Odessy znajdowały się V Korpus (21 Dywizja Piechoty, Dywizja Forteczna i Dywizja Gwardii), III Korpus (7, 11 i 3 Dywizja Piechoty), I Korpus i IV Korpus (1 Dywizja Pancerna, 9 Brygada Kawalerii i 5 Dywizja Piechoty). Łącznie rumuńska 4 Armia miała ok. 120 tys. żołnierzy, jej przewaga istniała jednak tylko na papierze. Sowieci posiadali armaty kalibrów 76 i 45 mm, które powodowały wysokie straty pośród nieprzyjacielskiej broni pancernej. Zmusiło to w końcu nieprzyjaciela do wycofania z frontu rumuńskiej 1 Dywizji Pancernej (IV Korpus). W walkach w sierpniu Rumuni stracili ok. 27 tys. poległych i rannych, a w następnym miesiącu 60 tysięcy. Położenie Odessy sprzyjało obronie – okręty Floty Czarnomorskiej prowadziły ostrzał rumuńskich pozycji, a przez cały czas oblężenia oddziały Armii Czerwonej otrzymywały uzupełnienia i na bieżąco ewakuowano rannych.
Od 5 sierpnia do 16 października 1941 roku oddziały Samodzielnej Armii Nadmorskiej (generał porucznik Gieorgij Sofronow, od 5 października – generał major Iwan Pietrow) wspólnie z częścią sił Floty Czarnomorskiej (razem 34,5 tys. ludzi) przy aktywnym wsparciu miejscowej ludności przeprowadziły operacje obronne w celu obrony Odessy. Na podejściach do miasta zbudowano głęboko rozbudowany pas budowli inżynieryjnych; bardzo dobrze zorganizowano też współdziałanie wojsk lądowych z flotą. Obrońcy miasta związali walką 4 Armię rumuńską na ponad dwa miesiące. 19 sierpnia 1941 utworzony został Odeski Okręg Obronny (kontradmirał Gawriił Żukow), podporządkowany Flocie Czarnomorskiej.

### Ewakuacja Odessy
Z uwagi na pogorszenie się położenia południowego frontu (atak Niemców na Krym i możliwość odcięcia Odessy od zaopatrzenia), radzieckie dowództwo zadecydowało o ewakuacji Odessy tak by stacjonujące tam wojska wykorzystać do wzmocnienia obrony półwyspu Krymskiego i Sewastopola. W toku wstępnej ewakuacji, trwającej od sierpnia, wywieziono z miasta 350 000 cywili oraz niezdolnych do walki z powodu ran. W toku tych działań utracono trzy jednostki pływające. W okresie od 1 do 16 października Flota Czarnomorska przeprowadziła operację ewakuacji głównych sił. W tych dniach ewakuowano z miasta 70 000 żołnierzy wraz z uzbrojeniem. Podczas tej operacji flota radziecka utraciła 13 statków, 2 niszczyciele oraz inne mniejsze jednostki.
22 grudnia 1942 roku ustanowiono medal „Za obronę Odessy”, którym uhonorowano około 30 tys. uczestników obrony. W czasie walk rumuńska 4 Armia straciła 18 000 zabitych, 64 000 rannych i 11 500 zaginionych, zaś oddziały Armii Czerwonej straciły 16 500 zabitych, 12 500 zaginionych, 24 600 rannych oraz 16 000 wziętych do niewoli.

## Działania radzieckiej floty
Okręt flagowy, stary „Komintern”, przeprowadził następujące operacje przed i podczas oblężenia Odessy:
- Ewakuacja Flotylli Dunajskiej 18–19 lipca 1941 roku do Odessy, wraz z kanonierkami „Krasnaja Armenia” i „Krasnaja Gruzja”, 10 ścigaczami torpedowymi, 6 kutrami patrolowymi pod osłoną morską ze strony lidera „Charkow” i niszczycieli „Szumian”, „Bodryj”.
- Udział w obronie Odessy w 1941 roku;
- Od 8 sierpnia pod flagą kontradmirała Wdowiczenki w składzie grupy wsparcia Samodzielnej Armii Nadmorskiej (oprócz krążownika w zespole były także niszczyciele „Szaumian” i „Niezamożnik”, kanonierki „Krasnaja Abchazja”, „Krasnyj Andzaristan”, „Krasnaja Armenia”, „Krasnaja Gruzja”, stawiacz min „Łukomskij”, 40 kutrów torpedowych i 7 trałowców). Grupa ta operowała w rejonie Odessy i Oczkowa.
- Wraz z „Czerwoną Ukrainą” i niszczycielami „Soobrazitielnyj”, „Bezposzczadnyj”, „Bojkij”, „Niezamożnik” i „Szaumian” w dniach 1–2 września wspierał ogniem artyleryjskim Samodzielną Armię Nadmorską w rejonie Dofinowki i Iljicewki oraz zwalczał rumuńskie baterie pod Fontanką.
- Samodzielnie zwalczał rumuńskie baterie nadbrzeżne w rejonie Fontanki (pojedynek ogniowy) 5 września.
- Transport dywizji wojska do Odessy z Noworosyjska w dniach 16–21 września wraz z „Czerwoną Ukrainą”, „Krasnym Krymem”, niszczycielami „Bodryj”, „Bojkij”, „Besposzczadnyj”, „Bezuprecznyj”, „Sposobnyj”, „Soobrazitelnyj” oraz „Frunze”. Uszkodzone zostały transportowce „Abchazja”, „Gruzja” i „Dniepr” oraz krążownik „Czerwona Ukraina” i niszczyciele „Bojkij”, „Bezuprecznyj” i „Niezamożnik”.
- Wsparcie desantu pod Grigoriewką 21–22 września w ramach operacji Brygady Krążowników pod flagą kapitana 1. rangi Siergieja Gorszkowa.
- Ewakuacja Odessy w dniach 9–16 października.
- Wywózka ciężkiego sprzętu i broni, urzędów, organizacji partyjnych i robotników do Sewastopola w terminie 8–10 października przez transportowce „Czechow”, „Kalinie”, tankowiec „Moskwa”, stawiacz min „Szyzran”, trałowiec T-32 „Ziemlak” z osłoną floty w składzie „Komintern”, „Szaumian” i trzy kutry strażnicze (9 października do konwoju dołączyły także transportowce „Armenia” i „Sergo”).